# Массон, Эмиль (старший)
Эмиль Массон-старший (нидерл. Émile Masson; 16 октября 1888, Морланвельз, Бельгия — 25 октября 1973, Грас-Олонь, Бельгия) — бельгийский профессиональный шоссейный велогонщик. Отец бельгийского профессионального велогонщика Эмиля Массона (1915-2011).

## Достижения
1913
2-й Тур Бельгии — Генеральная классификация
1-й — Этап 4
1919
1-й  Тур Бельгии — Генеральная классификация
1-й — Этап 5
2-й Париж — Брюссель
8-й Париж — Рубе
1920
4-й Тур Фландрии
5-й Тур де Франс — Генеральная классификация
1921
2-й Тур Бельгии — Генеральная классификация
3-й Париж — Брест — Париж
9-й Париж — Рубе
1922
1-й — Этапы 11 и 12 Тур де Франс
2-й Тур Бельгии — Генеральная классификация
1-й — Этап 4
3-й Париж — Брест — Париж
3-й Париж — Рубе
4-й Льеж — Бастонь — Льеж
1923
1-й Бордо — Париж
1-й  Тур Бельгии — Генеральная классификация
1-й — Этап 2
1-й GP Wolber
2-й Giro della Provincia Milano (вместе с Феликсом Селлье
5-й Льеж — Бастонь — Льеж
6-й Тур Фландрии
7-й Париж — Рубе
1924
2-й Бордо — Париж
2-й Giro della Provincia Milano (вместе с Феликсом Селлье
1925
7-й Париж — Рубе

### Гранд-туры
| Гранд-тур      | 1913 | 1914 | 1915 | 1916 | 1917 | 1918 | 1919 | 1920 | 1921 | 1922 | 1923 | 1924 | 1925 |
| -------------- | ---- | ---- | ---- | ---- | ---- | ---- | ---- | ---- | ---- | ---- | ---- | ---- | ---- |
| Джиро д’Италия | —    | —    | НП   | НП   | НП   | НП   | НП   | —    | —    | —    | —    | —    | —    |
| Тур де Франс   | НФ   | —    | НП   | НП   | НП   | НП   | НФ   | 5    | НФ   | 11   | —    | НФ   | 22   |

| —  | Не участвовал               |
| НП | Соревнование не проводилось |
| НФ | Не финишировал              |